# Tis západoamerický
Tis západoamerický (Taxus brevifolia) je druh stromu z čeledi Taxaceae, který pochází ze severozápadní části tichomořského pobřeží Severní Ameriky. Je to malý stálezelený jeličnan, často keřovitého vzrůstu, kterému se daří ve vlhku.